# Horama panthalon
Horama panthalon är en fjärilsart som beskrevs av Fabricius 1793. Horama panthalon ingår i släktet Horama och familjen björnspinnare. Inga underarter finns listade i Catalogue of Life.

## Bildgalleri

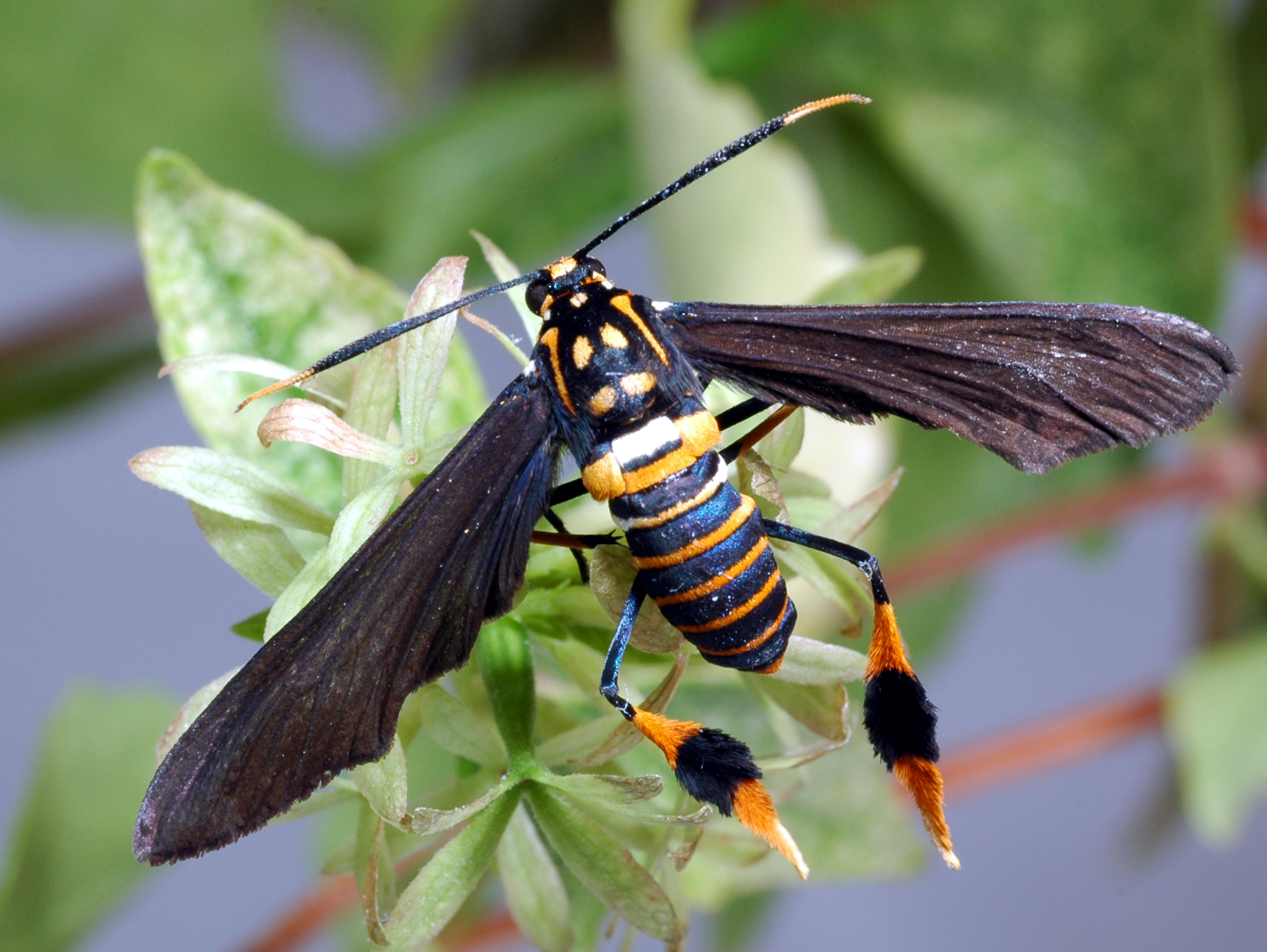
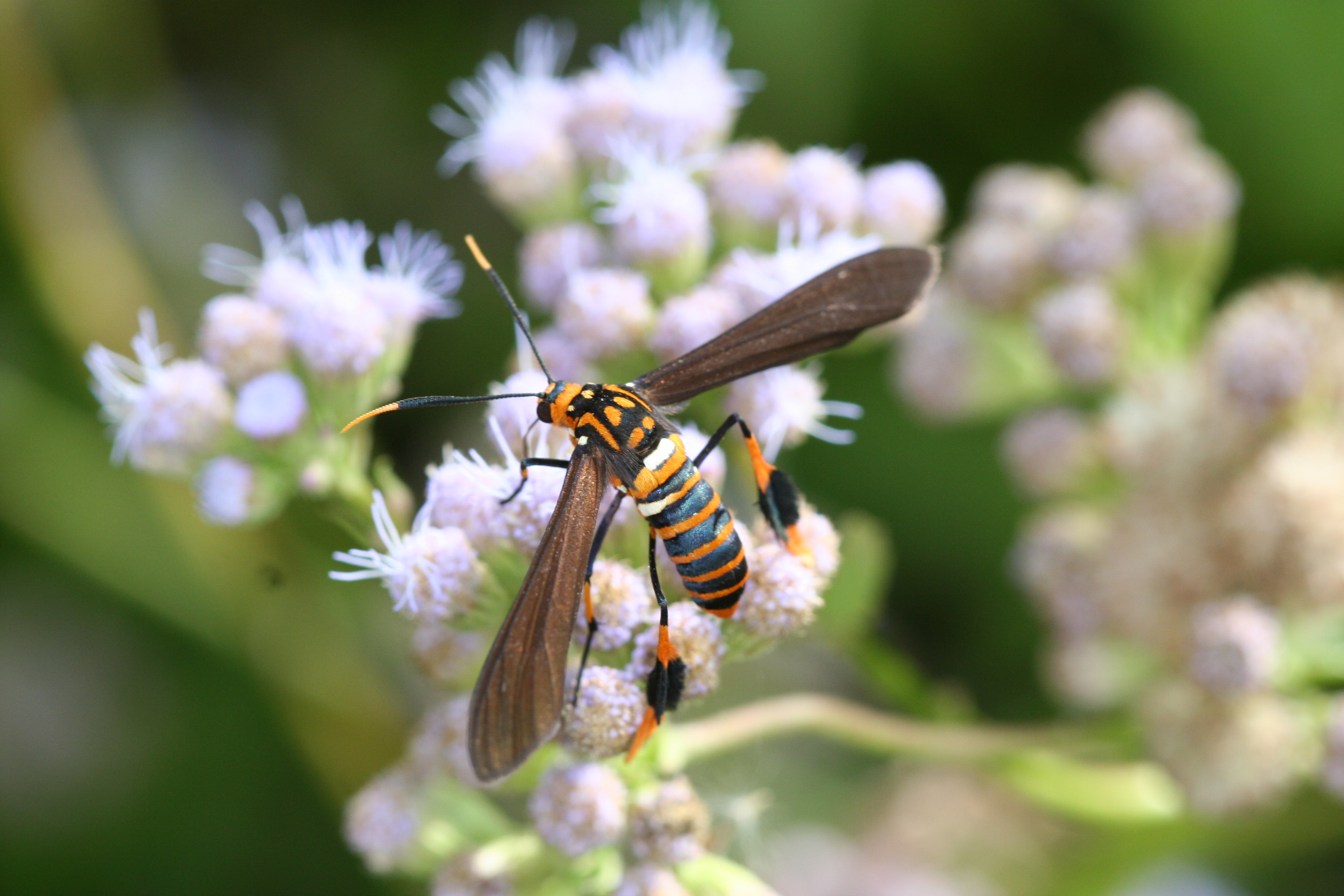
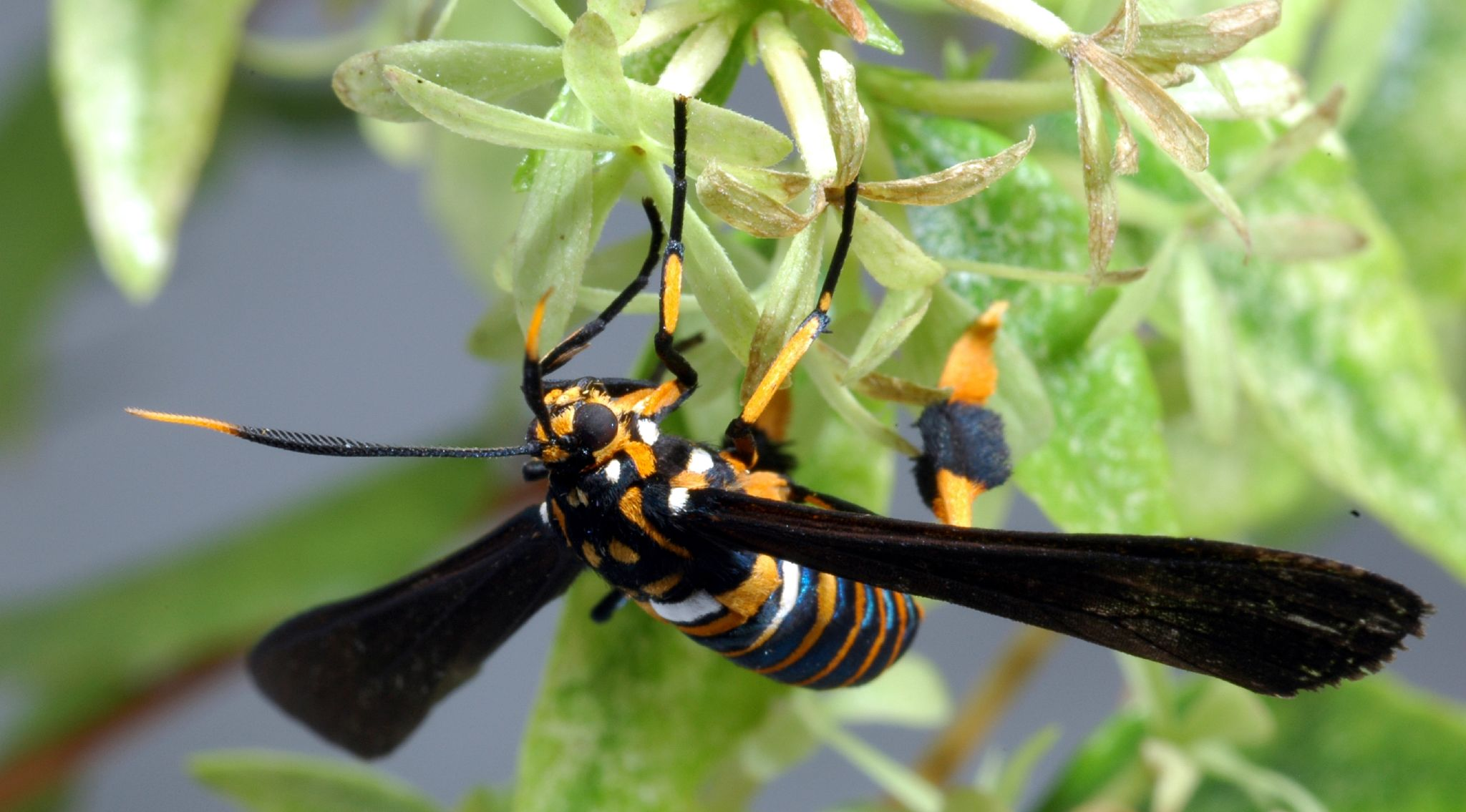